# 北齋：浮世繪傳奇
北齋：浮世繪傳奇，是一部於2021年5月28日上映的日本電影。
由橋本一執導，柳樂優彌與田中泯主演。柳樂飾演青年及壯年期、田中飾演老年期的葛飾北齋。

## 角色與演員
- 葛飾北齋（少年期：城檜吏、青年及壯年期：柳楽優弥、老年期：田中泯）
- 喜多川歌麿：玉木宏[2]
- コト：瀧本美織[3]
- 永井五右衛門：津田寛治[3]
- 高井鴻山：青木崇高[3]
- 瑣吉 / 滝沢馬琴：辻本祐樹
- 東洲齋寫樂：浦上晟周
- 麻雪：芋生悠
- お栄：河原れん
- 柳亭種彦：永山瑛太[2]
- 蔦屋重三郎：阿部寬[2]

## 外部連結
- 映画『HOKUSAI』公式サイト
  - 映画『HOKUSAI』的X（前Twitter）
  - Hokusai 2020 Project的Facebook專頁
  - 映画『HOKUSAI』的Instagram帳戶